# 32기 왕위전
32기 왕위전은 중앙일보가 주최하고 한국기원 소속 전문기사로 참가한 국내 기전이다. 도전 5번기 에서는 왕위 이창호 九단이 도전자 조훈현 九단을 3:1으로 타이틀을 방어하며 3연패와 통산 4회 우승을 차지했다.

## 대국 결과
| 대진          | 연도   | 대국일자  | 승자                 | 패자                 | 결과             | 기보 |
| ------------- | ------ | --------- | -------------------- | -------------------- | ---------------- | ---- |
| 2차예선 결승  | 1997년 | 9월 26일  | 차수권 四단          | 김영삼 三단          | 263수 흑 불계승  |      |
| 2차예선 결승  | 1997년 | 9월 26일  | 김좌기 七단          | 안관욱 四단          |                  |      |
| 2차예선 결승  | 1997년 | 9월 30일  | (故)임선근 八단      | 안조영 三단          |                  |      |
| 2차예선 결승  | 1997년 | 10월 21일 | 유창혁 九단          | 김동면 六단          |                  |      |
| 본선리그 1국  | 1998년 | 1월 9일   | 최명훈 六단          | 김좌기 七단          | 기권승           |      |
| 본선리그 2국  | 1998년 | 1월 13일  | (故)임선근 八단      | 서봉수 九단          | 195수 흑 불계승  |      |
| 본선리그 3국  | 1998년 | 1월 26일  | 목진석 三단          | 유창혁 九단          | 172수 백 불계승  |      |
| 본선리그 4국  | 1998년 | 2월 3일   | 김좌기 七단          | 서봉수 九단          | 202수 백 불계승  |      |
| 본선리그 5국  | 1998년 | 2월 10일  | 최명훈 六단          | 차수권 四단          | 215수 흑 불계승  |      |
| 본선리그 6국  | 1998년 | 2월 11일  | 유창혁 九단          | 서봉수 九단          | 190수 백 불계승  |      |
| 본선리그 7국  | 1998년 | 2월 13일  | 조훈현 九단          | 차수권 四단          | 202수 백 불계승  |      |
| 본선리그 8국  | 1998년 | 2월 17일  | 조훈현 九단          | 김좌기 七단          | 233수 흑 불계승  |      |
| 본선리그 9국  | 1998년 | 2월 26일  | (故)임선근 八단      | 최명훈 六단          | 336수 백 불계승  |      |
| 본선리그 10국 | 1998년 | 2월 26일  | 목진석 三단          | (故)임선근 八단      | 181수 흑 불계승  |      |
| 본선리그 11국 | 1998년 | 3월 16일  | 목진석 三단          | 차수권 四단          | 238수 흑 9집반승 |      |
| 본선리그 12국 | 1998년 | 2월 26일  | 조훈현 九단          | (故)임선근 七단      | 234수 백 불계승  |      |
| 본선리그 13국 | 1998년 | 4월 6일   | 목진석 三단          | 김좌기 七단          | 기권승           |      |
| 본선리그 14국 | 1998년 | 4월 15일  | (故)임선근 八단      | 차수권 四단          | 304수 흑 반집승  |      |
| 본선리그 15국 | 1998년 | 4월 28일  | 유창혁 九단          | 최명훈 六단          | 259수 흑 6집반승 |      |
| 본선리그 16국 | 1998년 | 4월 30일  | 서봉수 九단          | 차수권 四단          | 264수 백 8집반승 |      |
| 본선리그 17국 | 1998년 | 5월 7일   | 유창혁 九단          | 김좌기 七단          | 223수 흑 불계승  |      |
| 본선리그 18국 | 1998년 | 5월 11일  | 조훈현 九단          | 최명훈 六단          | 248수 백 5집반승 |      |
| 본선리그 19국 | 1998년 | 5월 25일  | 유창혁 九단          | 차수권 四단          | 202수 백 불계승  |      |
| 본선리그 20국 | 1998년 | 5월 25일  | 조훈현 九단          | 서봉수 九단          | 153수 흑 불계승  |      |
| 본선리그 21국 | 1998년 | 5월 26일  | 목진석 四단          | 최명훈 六단          | 257수 백 2집반승 |      |
| 본선리그 22국 | 1998년 | 5월 29일  | (故)임선근 八단      | 김좌기 七단          | 158수 백 불계승  |      |
| 본선리그 23국 | 1998년 | 6월 9일   | 김좌기 七단          | 차수권 四단          | 265수 백 5집반승 |      |
| 본선리그 24국 | 1998년 | 6월 11일  | (故)임선근 八단      | 유창혁 九단          | 225수 흑 2집반승 |      |
| 본선리그 25국 | 1998년 | 6월 12일  | 조훈현 九단          | 목진석 四단          | 148수 흑 불계승  |      |
| 본선리그 26국 | 1998년 | 6월 12일  | 최명훈 六단          | 서봉수 九단          | 214수 백 불계승  |      |
| 본선리그 27국 | 1998년 | 6월 19일  | 목진석 四단          | 서봉수 九단          | 274수 흑 4집반승 |      |
| 본선리그 28국 | 1998년 | 6월 22일  | 조훈현 九단          | 유창혁 九단          | 159수 흑 불계승  |      |
| 도전 1국      | 1998년 | 7월 1일   | 이창호 九단 (왕위)   | 조훈현 九단 (도전자) | 217수 백 4집반승 |      |
| 도전 2국      | 1998년 | 7월 10일  | 이창호 九단 (왕위)   | 조훈현 九단 (도전자) | 207수 흑 2집반승 |      |
| 도전 3국      | 1998년 | 7월 26일  | 조훈현 九단 (도전자) | 이창호 九단 (왕위)   | 171수 흑 불계승  |      |
| 도전 4국      | 1998년 | 8월 5일   | 이창호 九단 (왕위)   | 조훈현 九단 (도전자) | 179수 흑 불계승  |      |
| 도전 5국      | 1998년 | 8월 일    |                      |                      |                  |      |